# 会津五桜

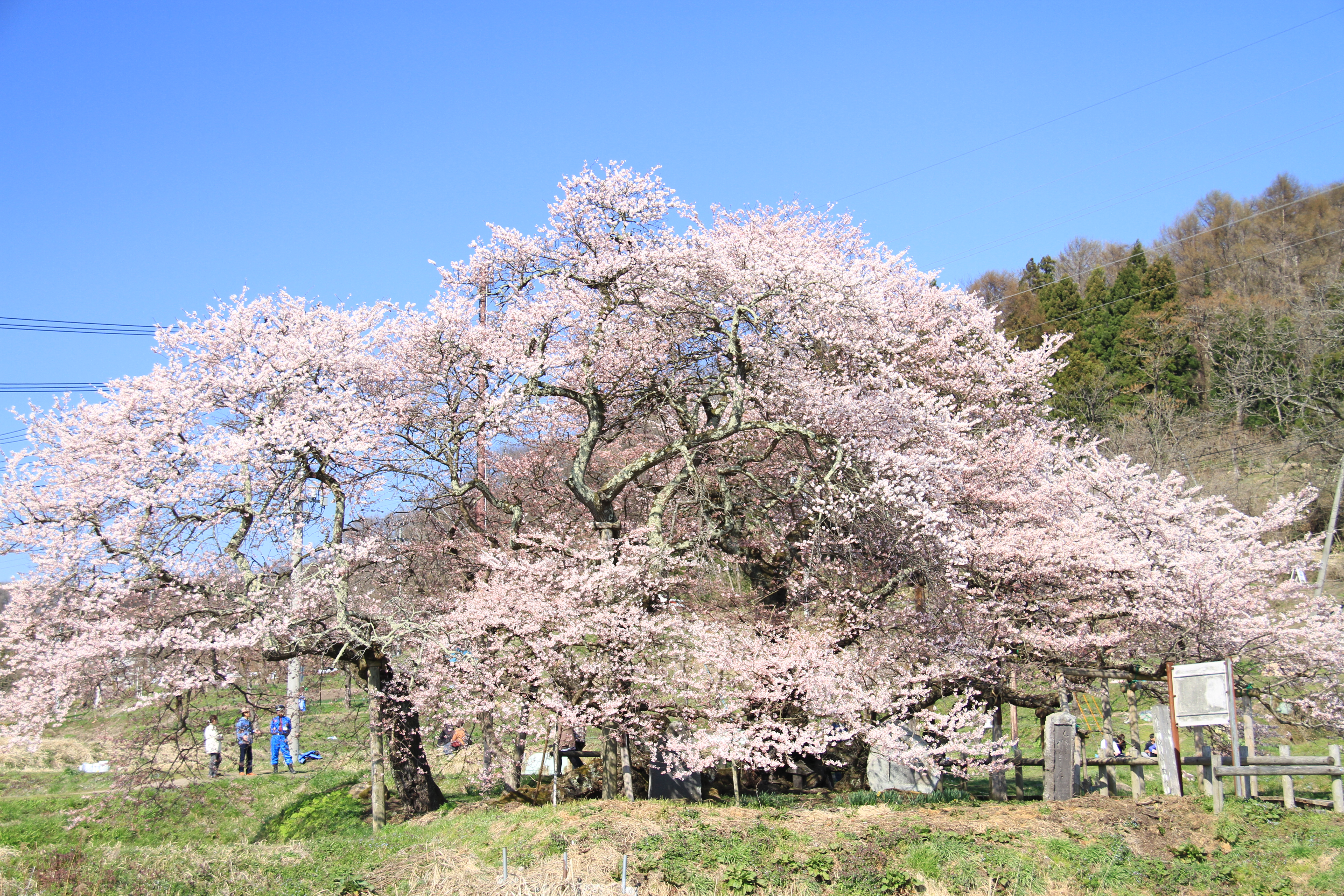
石部桜

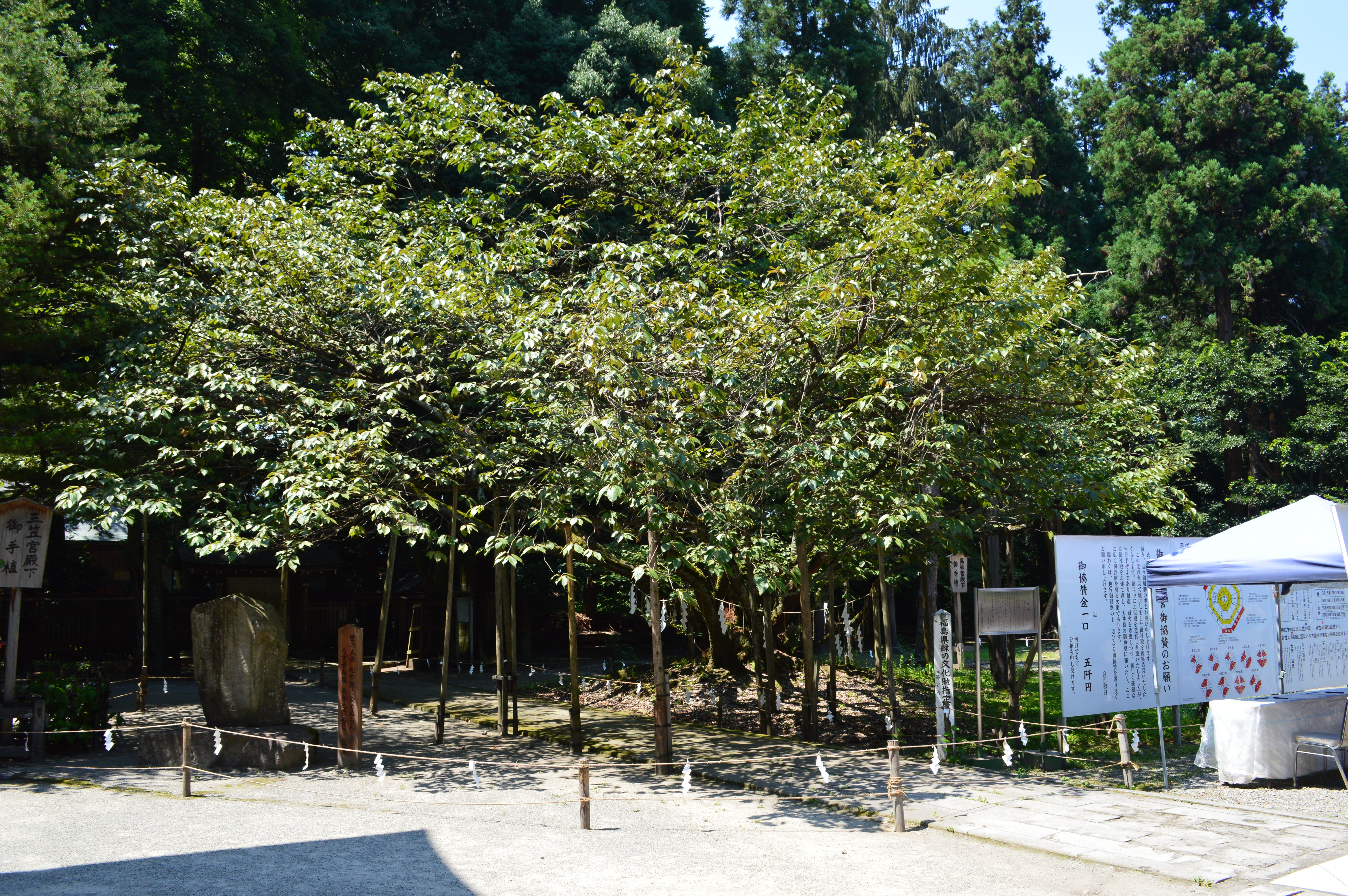
薄墨桜

会津五桜（あいづござくら）とは、会津にある5つの桜の名木の総称である。
会津五桜は新編会津風土記に記載され、嘉永5年（1852）に発行された「若松緑高名五幅対」にも記載されている。会津五桜は、石部桜(いしべざくら)、薄墨桜(うすずみざくら)、虎の尾桜(とらのおざくら)、杉の糸桜(すぎのいとざくら)、大鹿桜(おおしかざくら)をいう。

## 五桜のそれぞれ

### 石部桜
会津若松市にあるエドヒガンでその樹齢は約650年になる。市の文化財にも指定されている。蘆名氏の重臣石部治部大輔の庭にあったものと伝えられる。

### 薄墨桜
大沼郡会津美里町の伊佐須美神社境内にある御神木である。他に類似の桜がないことから、アイヅウスズミという品種として会津美里町の指定天然記念物となっている。香のある花をつけ、その色は薄墨から赤に変わり、一枝に一重咲と八重咲が混じる。

### 虎の尾桜
大沼郡会津美里町の法用寺境内にあるオオシマザクラ系のサトザクラで会津美里町の指定天然記念物となっている。大同3年(808)に植えられたものと伝えられ、現在の木はその何代目かにあたるものと推測される。花の形状は花の中から花弁が突き出した形となる。虎の尾の由来は、樹幹が虎が横たわる姿に見立てたものとも、おしべが花弁化して旗弁状となるものを虎の尾に見立てたものともいわれる。

### 杉の糸桜
河沼郡会津坂下町の薬王寺境内にある樹齢は約200年のエドヒガン系のシダレザクラで会津坂下町の指定天然記念物となっている。新編会津風土記によれば、天正年間に宮城郡から委嘱されたものの2代目と伝えられている。

### 大鹿桜
耶麻郡猪苗代町の磐椅神社境内にあり、花弁が70数枚にもなる八重咲のサトザクラで猪苗代町の指定天然記念物となっている。947（天暦元）年に村上天皇の勅使が奉納したものと伝えられている（現在のものはその子孫）。花の色が開花時は白でその後ピンク色に変わって終いには鹿の色に似るとされることから「大鹿桜」と呼ばれる。